# Mary Rosse
Pour les articles homonymes, voir Rosse.
Mary Parsons, comtesse de Rosse, connue sous le nom de Mary Rosse, née le 14 avril 1813 à Bradford et morte en 1885, est une photographe et astronome amateur britannique. Elle est l'une des premières à réaliser des planches à partir de négatifs sur papier ciré.

## Biographie
Mary Field est née le 14 avril 1813 à Bradford dans le Yorkshire à Heaton Hall dans une famille de propriétaires terriens aisés. Elle et sa sœur cadette Delia sont éduquées à la maison par Susan Lawson, une gouvernante qui encourage la créativité de la jeune Mary et son intérêt pour l'astronomie,.
Elle rencontre William Parsons, lord Oxmantown, un astronome et naturaliste anglo-irlandais ; ils se marient le 14 avril 1836 à l'église paroissiale de Heaton, ; en février 1841, lord Oxmantown succède à son père en tant que 3e comte de Rosse et Mary prend le titre de comtesse de Rosse. Les deux époux s'installent dans la résidence familiale au Château de Birr (Birr Castle) dans le comté d'Offaly en Irlande ; ils s'intéressent à l'astronomie et Mary aide Parsons à fabriquer au château son télescope géant considéré à l'époque comme une merveille technologique. Mary Ross est une véritable forgeron, fait très rare pour une femme de sa classe sociale, et la grande majorité de la structure métallique qui supportait le télescope a été réalisée par elle.
Mary Rosse met au monde 11 enfants dont seulement quatre ont survécu jusqu'à l'âge adulte : 
- Lawrence Parsons, 4e (1840-1908), astronome.
- Randal Parsons (1848-1936), pasteur.
- Richard Clere Parsons (1851-1923), qui a construit des chemins de fer en Amérique du sud.
- Charles Algernon Parsons (1854-1931), ingénieur, inventeur de la première turbine à vapeur.

Durant la grande famine de 1845-1847, elle manifeste un grand sens des responsabilités, cherche à soulager les souffrances des habitants et finance notamment plus de 500 emplois au château et dans les environs pour divers travaux,.
Mary Ross et son époux organisent des réceptions où ils invitent des scientifiques, réceptions de plus en plus fréquentes lorsque lord Rosse est président de la Royal Society de 1848 à 1854.
En 1842, lord Rosse commence à expérimenter la photographie au daguerréotype ; il est en relation avec William Henry Fox Talbot. En 1854, il lui écrit que Lady Rosse vient elle aussi de se mettre à la photographie et lui envoie quelques exemples de son travail ; Fox Talbot lui répond que certaines de ces photographies « are all that can be desired » [sont tout ce que l'on peut désirer]. Fox Talbot fait encadrer ces photographies et les expose lors de la première exposition de la Royal Photographic Society à Londres. 
Mary Rosse devient membre de la Dublin Photographic Society. En 1859, elle reçoit une médaille d'argent de la Photographic Society of Ireland pour le « meilleur négatif papier ». Elle photographie le château de Birr et ses environs, et prend des vues au télescope.
William Rosse meurt en 1867 ; Mary Ross meurt en 1885 à l'âge de 71 ans.

## Collections
- Archives du Château de Birr[3].